# Volturno Sporting Club
Il Volturno, per esteso Associazione Sportiva Dilettantistica Volturno Sporting Club, è una società pallanuotistica di Santa Maria Capua Vetere, fondata nel novembre del 1981. Milita nella Serie C maschile, mentre la formazione femminile è impegnata nel campionato nazionale di Serie A2.
Nel 1992 ha vinto la Coppa COMEN che ad oggi rappresenta il massimo successo societario a livello maschile.
Ha partecipato per vari anni anche al Campionato italiano di pallanuoto femminile, vincendo la competizione per sette volte consecutive tra il 1985 e il 1991, arrivando nel 1988 alla semifinale e nel 1991 in finale della LEN Euro League Women.

## Storia
La storia del Volturno inizia nel novembre del 1981, quando un gruppo di tifosi della pallanuoto, guidati dal giudice Raffaele Sapienza, fondò il club e si iscrisse al campionato di Serie D. L'anno seguente la squadra si unì societariamente con la Pallanuoto Napoli e partecipò alla Serie C. Nel 1984 il Volturno arriva in prima posizione, ma rilevando il titolo della Pro Salerno, l'anno successivo partecipa al campionato di A2. I gialloverdi assumono la guida dello jugoslavo Damir Polić e la gestione tecnica è affidata a Renato Notarangelo e arrivano al terzo posto.
Nel 1985 il Volturno compete per la prima volta anche nel Campionato italiano di pallanuoto femminile, che viene istituito proprio in quell'anno, con la guida di Renato Notarangelo lo stesso anno vince il titolo. La squadra femminile vincerà di seguito il titolo nazionale per sette volte, dal 1985 al 1991.
Nel 1991 la squadra maschile arriva in finale di Coppa delle Coppe e nel 1992 arriva il primo successo nella competizione internazionale della Coppa COMEN, dove il Volturno prevale in finale contro la spagnola Terrassa. Nella stagione 1993-1994 la squadra maschile arriva alla finale di serie A1, con una grande squadra, composta fra gli altri da Massimiliano Ferretti, Francesco Attolico, Manuel Estiarte, Amedeo Pomilio, Alessandro Bovo, sotto la guida di Milivoj Bebić, ma perde contro il Posillipo. Nella stessa stagione arriva anche in finale di LEN Euro Cup, dove perde contro la Roma.

## Palmarès

### Settore maschile

#### Trofei internazionali
- Coppa COMEN: 1

### Campionato italiano: 7
1985, 1986, 1987, 1988, 1989, 1990, 1991